# 多糖
多糖（たとう、英語: polysaccharide）あるいはポリサッカライドとは、グリコシド結合によって多数の単糖分子が重合した高分子化合物の総称である。
多糖（デンプンなど）は、構成単位となる単糖（グルコースなど）とは異なる性質を示す。広義としては、単糖に対し、複数個（2分子以上）の単糖が結合した糖を含むこともある。

## 概要
一般に、多糖は常温で固体であり、親水性（水を吸着しやすい）を持っている。しかし、物性は様々であり、水に不溶性のもの（セルロース、キチンなど）、加熱すれば溶けたりゲルを作るもの（デンプン、グリコーゲン、アガロース、ペクチンなど）などがある。
いずれも生物による生合成産物として得られ、構造多糖（植物細胞壁にあるセルロースやペクチン、節足動物・菌類の外骨格にあるキチン、藻類の細胞にあるアガロース（寒天）やカラギーナン）、エネルギー貯蔵物質（デンプン、グリコーゲン）、あるいは微生物が分泌するゲル状物質（キサンタンガム）などとして存在する。
動物はデンプンを消化し（一部はセルロースなども消化する）エネルギー源とする。しかし消化されない多糖も多く、これらは食物繊維として扱われる。
ゲル状の多糖は、食品または食品添加物（増粘安定剤）として用いられることがある。
その他、工業的には、繊維、製紙、化粧品や歯磨剤等の日用品、接着剤（糊）、医療など広い範囲に利用される重要な物質群である。
例えば、セルロースの水酸基を修飾したニトロセルロースやアセチルセルロース（セルロースアセテート）などは古くから樹脂として利用されてきた。さらに、他の多糖も誘導体化することによって、熱可塑性樹脂（バイオプラスチック）として利用できる。

## おもな多糖類
- デンプン
  - アミロース  (alpha-1,4-glucan)
  - アミロペクチン
- グリコーゲン
- beta-1,6-glucan
- セルロース (beta-1,4-glucan)
- カードラン (beta-1,3-glucan)
- パラミロン (beta-1,3-glucan)
- beta-1,2-glucan
- キチン
- デキストラン (alpha-1,6-glucan)
- α-1,3-グルカン (alpha-1,3-glucan)
- alpha-1,2-glucan
- ニゲラン
- アガロース
- カラギーナン
- ヘパリン
- アルギン酸
- ヒアルロン酸
- ペクチン
- キシログルカン
- キシラン
- グルコマンナン
- レバン